# Айзенахский автомобильный завод
Айзенахский автомобильный завод (нем. VEB Automobilenwerk Eisenach, сокр. — AWE) — немецкий завод-производитель автомобилей в 1896—1991 годах.

## История
Основан в 1896 году в городе Айзенах, Германская Империя под названием Айзенахская автомобильная фабрика (нем. Fahrzeugfabrik Eisenach). В 1898 году был представлен первый автомобиль Wartburg-Motowagen. В начале XX столетия завод выпускал автомобиль под маркой Dixi. В 1920-х годах была куплена лицензия на производство британских автомобилей Austin 7, которые выпускались на фабрике под маркой Dixi.
В 1928 году завод перешёл под управление BMW и выпускавшиеся автомобили получили марку BMW.
До Второй мировой войны здесь выпускались автомобили BMW моделей 315, 319, 321, 326, 327, 328, 335.
После окончания Второй мировой войны завод попал в советскую зону оккупации Германии и вошёл в состав советско-германского акционерного общества АвтоВело. На заводе возобновилась сборка довоенной модели BMW 326, (собрано несколько десятков единиц с 1945 по 1946 годы из оставшегося задела деталей) и BMW 321 с 1945 по 1950 годы, а также мотоцикла BMW R-35. Вскоре завод был национализирован властями только что образованной Восточной Германии. Уже в конце 40-х на заводе началась разработка новой собственной модели, которая создавалась на базе ранее выпускавшейся BMW 326 и перспективного прототипа 332 созданного перед самой войной. В 1949 году началось производство этой модели под названием BMW 340. Вскоре завод и его выпускаемую продукцию затронул международный скандал, поскольку настоящие владельцы бренда BMW располагавшиеся в ФРГ, в Мюнхене заявили, что завод в Айзенахе использует их марку незаконно и обязан её переименовать. После долгих судебных разбирательств в 1951 году завод получает название VEB Automobilwerk Eisenach (Народное предприятие Автомобильный завод Айзенах), а выпускаемые автомобили получают марку EMW, по аналогии с аббревиатурой BMW. В 1953 году с завода Ауди в Цвиккау на завод в Айзенахе было перенесено производство автомобиля IFA F9, под названием EMW 309.
С 1955 года завод начинает производство совершенно нового автомобиля под маркой Wartburg. Это событие определило жизнь завода на последующие три с половиной десятилетия.
В отличие от, к примеру, Волжского автомобильного завода или чешской Skoda, имевших на момент распада социалистического содружества достаточно современные производственные мощности, рассчитанные на выпуск сотен тысяч автомобилей в год, предприятие всегда оставалось сравнительно небольшим по масштабам выпуска (не более 50—60 тыс. автомобилей в год) и имело крайне устаревшее оборудование, что в рыночных условиях делало его продукцию дорогостоящей из-за высокой трудоёмкости производства. Как следствие, после перехода Восточной Германии на расчёты в дойчмарках автомобиль лишился своего последнего козыря — низкой цены; Wartburg стал стоить 20 000 марок, что было сравнимо с ценой нового VW Golf II.
После объединения Германии в 1991 году производство было прекращено, а завод был закрыт, но на его исторической площадке до 2018 года работала фирма по производству автомобильных агрегатов Mitec Automotive. В это же время «Опель» построил в пригороде Айзенаха новое современное предприятие и начал там выпуск модели Opel Vectra.

## Логотип
| Логотип | Описание                                                                                  |
| ------- | ----------------------------------------------------------------------------------------- |
|         | С логотипом и под маркой BMW автомобили и мотоциклы выходили с завода до 1952 года.       |
|         | В 1952 году в срочном порядке для вновь созданной марки EMW был разработан новый логотип. |

## Модели
| Годы выпуска | Модель                | Описание | Фото |
| ------------ | --------------------- | --- | ---- |
| 1945-1946    | BMW 326               | Довоенная модель автомобиля, выпускавшаяся непродолжительно из оставшегося задела деталей                                                    |      |
| 1945-1955    | BMW/EMW R-35          | Довоенная модель мотоцикла, восстановленная в производстве                                                                                   |      |
| 1946-1950    | BMW 321               | Довоенная модель автомобиля, восстановленная в производстве                                                                                  |      |
| 1949-1955    | BMW/EMW 340           | Фактически первый автомобиль, разработанный в ГДР на основе довоенных проектов BMW                                                           |      |
| 1952-1955    | BMW/EMW 327           | Довоенная модель автомобиля, восстановленная в производстве; активно экспортировалась                                                        |      |
| 1953-1956    | IFA F9/EMW 309        | Выпускался с 1950 по 1953 годы на заводе VEB Kraftfahrzeugwerk Audi Zwickau как IFA F9, с 1953 производство перенесено в Айзенах как EMW 309 |      |
| 1955-1967    | Wartburg 311/312/313  | Первое поколение автомобилей марки Wartburg                                                                                                  |      |
| 1965-1991    | Wartburg 353/353S/1.3 | Второе поколение автомобилей марки Wartburg                                                                                                  |      |
| 1969-1979    | Melkus RS 1000        | спортивный автомобиль, выпускавшийся предприятием Melkus на узлах и агрегатах Wartburg                                                       |      |